# Hochtor (Ennstaler Alpen)
Hochtor är ett berg i Österrike.   Det ligger i bergsområdet Ennstaler Alpen i distriktet Liezen och förbundslandet Steiermark, i den östra delen av landet, 150 km sydväst om huvudstaden Wien. Toppen på Hochtor är 2 369 meter över havet.
Terrängen runt Hochtor är huvudsakligen bergig, men åt nordväst är den kuperad. Hochtor är den högsta punkten i trakten. Närmaste större samhälle är Trieben, 14,2 km sydväst om Hochtor. 
I omgivningarna runt Hochtor växer i huvudsak blandskog. Runt Hochtor är det ganska glesbefolkat, med 25 invånare per kvadratkilometer.